# Zuidelijke zadelrug
De zuidelijke zadelrug (of zuidelijke zadelrugspreeuw, Philesturnus carunculatus) is een zangvogel uit de familie Callaeidae (Nieuw-Zeelandse lelvogels). De noordelijke zadelrug (P. rufusater) werd vroeger als ondersoort beschouwd van de zuidelijke zadelrug.

## Kenmerken
De lichaamslengte bedraagt 25 cm en het gewicht 61 tot 94 gram, het mannetje is gemiddeld 10 gr zwaarder dan het vrouwtje. Deze vogel heeft een zwart verenkleed met een roestbruine bovenkant in de vorm van een zadel. De snavel is iets omlaaggebogen. Bij de snavel hebben ze twee rode, vlezige lellen. De noordelijke zadelrug verschilt weinig van deze soort. Kenmerkend voor deze zuidelijke soort is het geheel chocoladebruine verenkleed van onvolwassen vogels. De noordelijke soort heeft dit niet.

## Leefwijze
Deze vogel leeft van insecten, die hij tussen boomschors uitpulkt. Zo nu en dan eet hij ook vruchten en nectar. Het is een vrij zwakke vlieger.

## Verspreiding en leefgebied
Deze soort is endemisch in Nieuw-Zeeland. Tot het begin van de 20ste eeuw was de soort wijdverbreid over het Zuidereiland. Nu broeden kleine populaties op afgelegen eilanden in het uiterste noordoosten en het zuidwesten van het Zuidereiland, op eilanden in de buurt van Queen Charlotte Sound, Stewarteiland en Fiordland en ook bij het Te Anaumeer in het Nationaal park Fiordland.

## Status
De zuidelijke zadelrug komt nu voor op 15 eilandjes die dankzij intensief natuurbeschermingsbeleid vrij gemaakt zijn van uitheemse roofdieren. De populatie was in 2003 gegroeid tot 1200 vogels en in 2022 tot 5000 volwassen vogels. Daarom staan ze als niet bedreigd op de Rode Lijst van de IUCN. Echter, de vogels blijven kwetsbaar door hun kleine aantallen en gevoeligheid voor plotselinge, negatieve veranderingen.